# مشیرفه، ابو الظهور
مشیرفه (به عربی: المشیرفة) یک روستا در سوریه است که در ناحیه ابوالظهور واقع شده‌است. مشیرفه ۲۸۷ نفر جمعیت دارد.